# 安娜-卡琳·阿尔奎斯特
安娜-卡琳·阿尔奎斯特（瑞典語：Anna-Carin Ahlquist，1972年6月5日—），瑞典女子乒乓球运动员。她曾代表瑞典参加2008年、2012年、2016年和2020年夏季残疾人奥林匹克运动会乒乓球比赛，获得一枚金牌、二枚银牌和一枚铜牌。